# Denier (moneda)

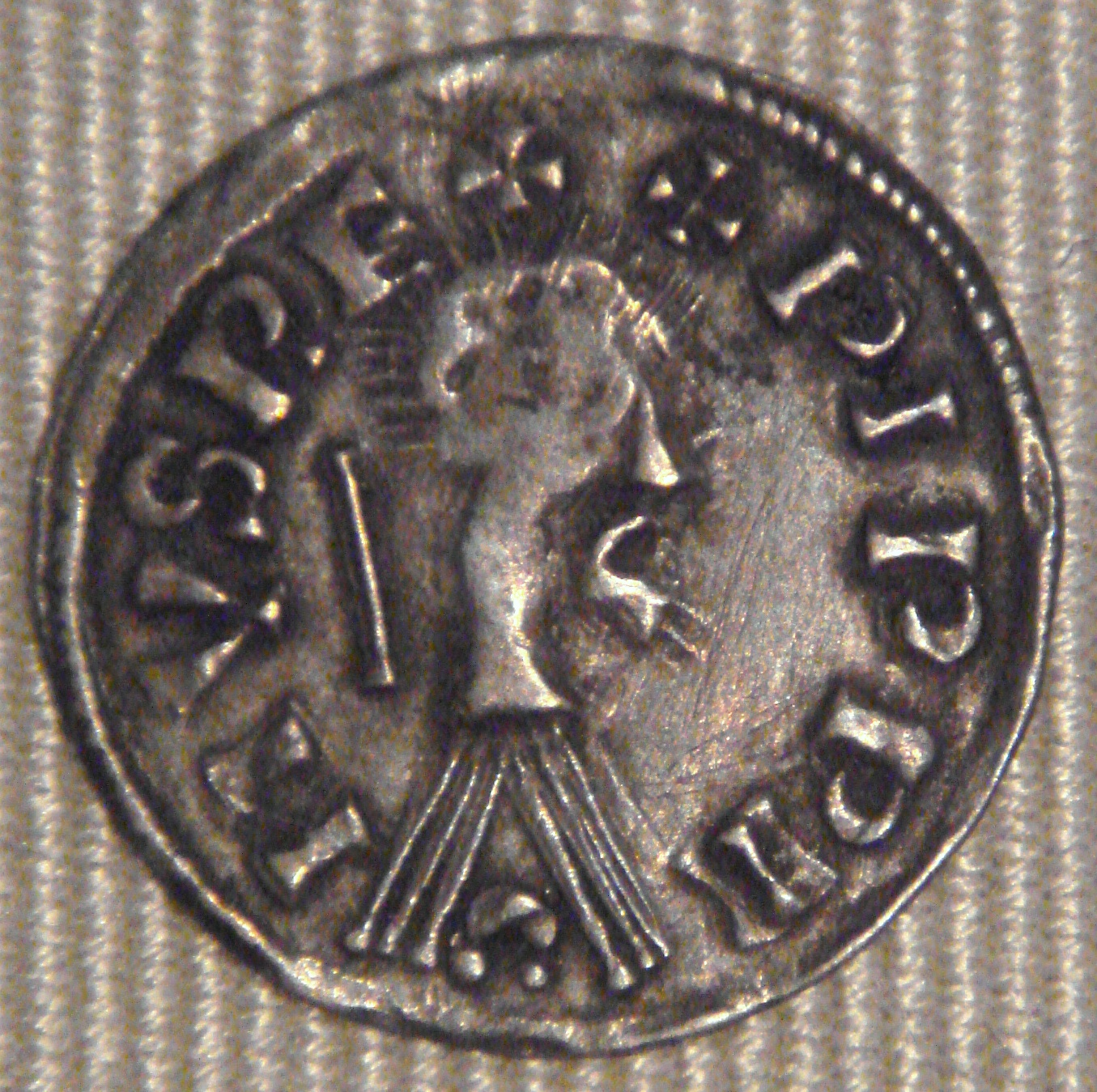
Denier del.

El denier fue una moneda francesa cuyo nombre deriva del denario romano y que fue utilizada en gran parte de Europa.
En un principio era de plata pura y después desde Felipe I se aleó con cobre, pasando a ser enteramente de cobre desde Felipe III y valiendo entonces medio sueldo. 
El liard o dinero de oro, como moneda corriente, era igual a tres dineros torneses.